# Панкалпинанг

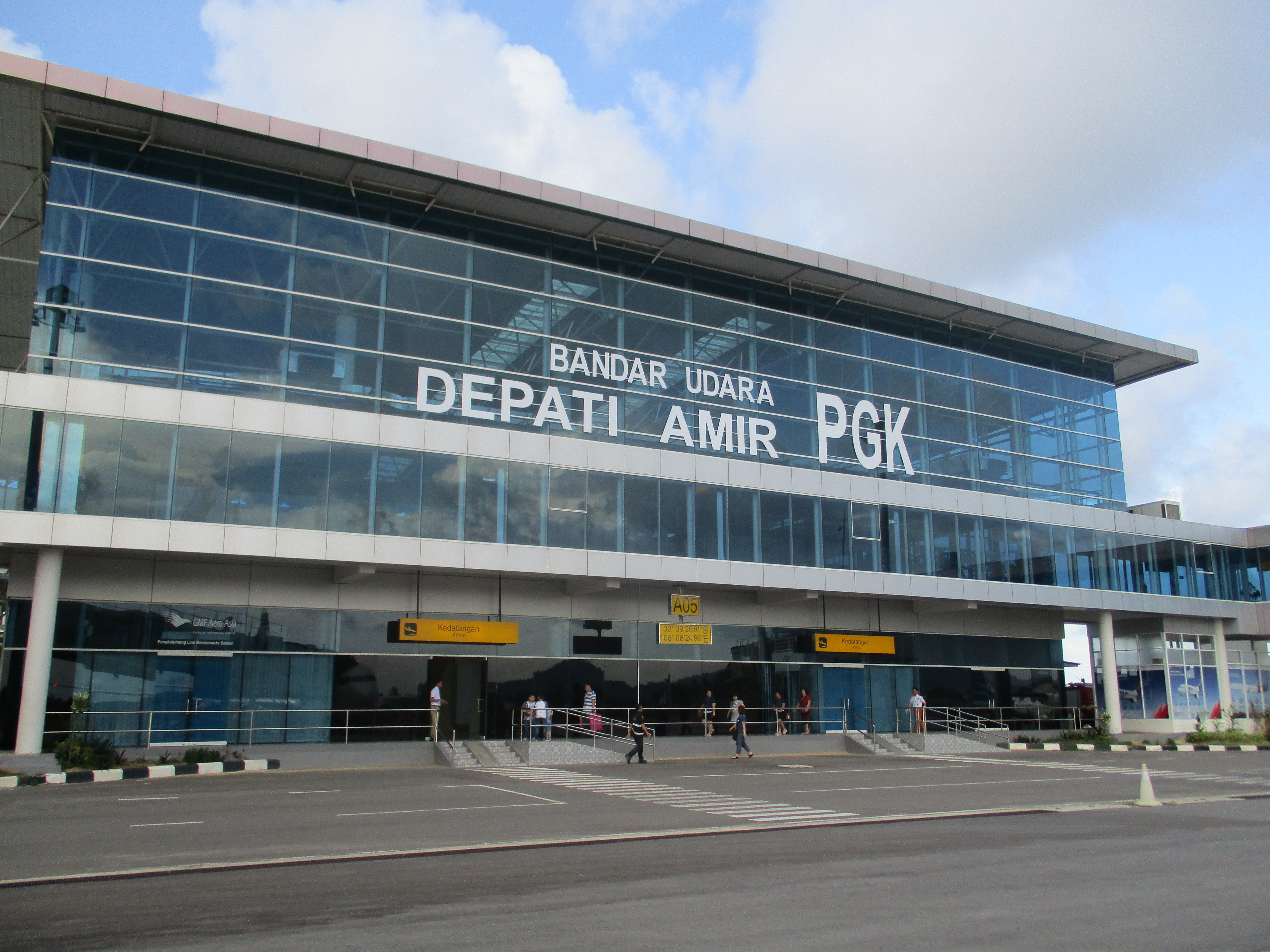
Городской аэропорт.

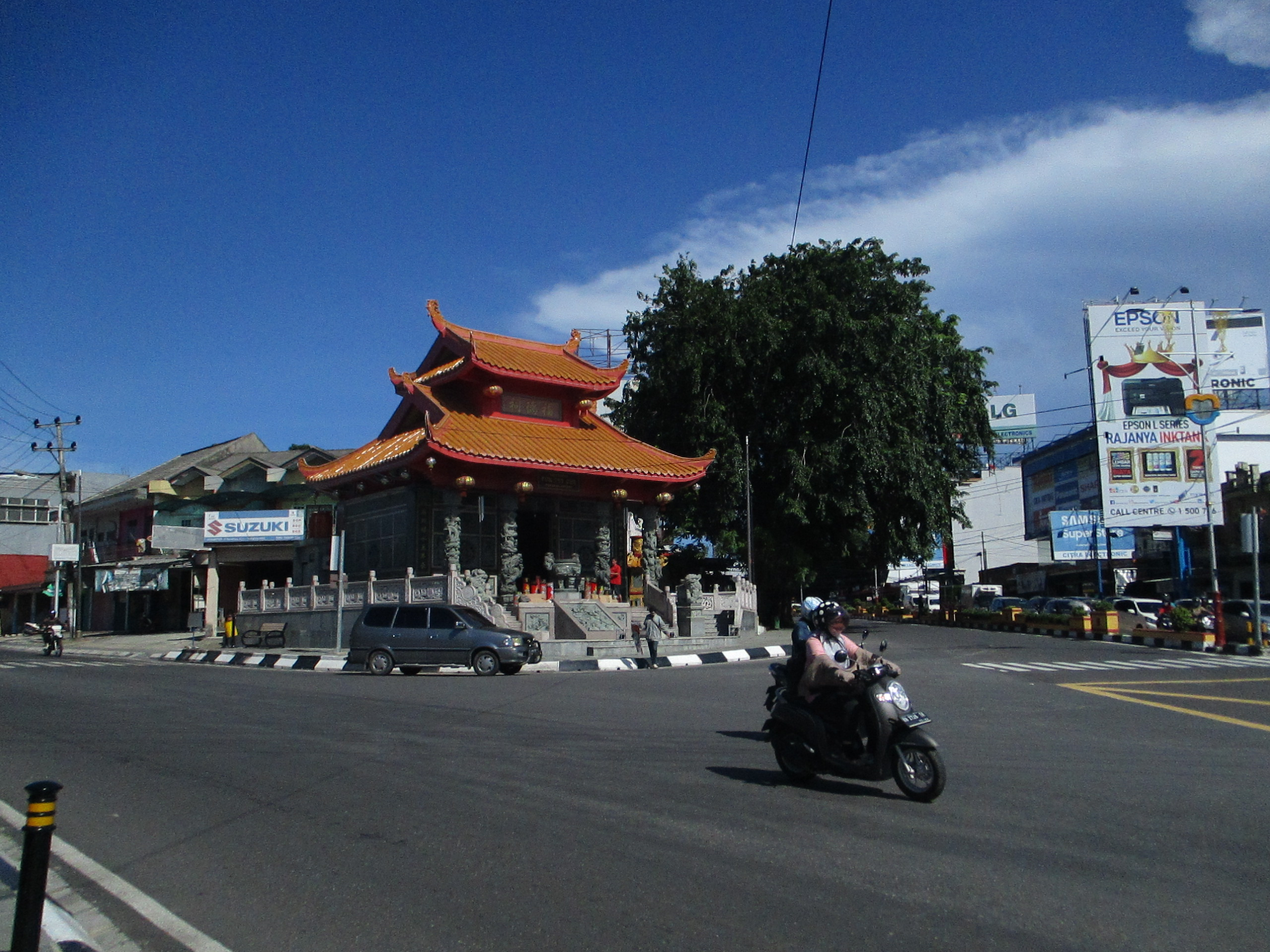
Китайская пагода.

Панкалпина́нг (индон. Kota Pangkal Pinang) — административный центр индонезийской провинции Банка-Белитунг. Крупнейший город на острове Банка. Население — 174 838 человек (по данным переписи 2010 года).

## Основные сведения
Основное население города составляют китайцы, говорящие на диалекте хакка. Также в городе проживают малайцы и представители некоторых других народов.
В городе развиты такие отрасли промышленности, как деревообработка, металлургия, текстильное производство, а также народные промыслы (в частности, изготовление плетёных корзин). Многие жители города зарабатывают себе на жизнь рыбной ловлей; рыбацкие суда строят и ремонтируют также здесь. В окрестностях города выращивают различные пряности, в том числе, перец. В городе развита пищевая промышленность.
В Панкалпинанге есть аэропорт.